# Amblyomma hirtum
Amblyomma hirtum. är en fästingart som beskrevs av Neumann 1906. Amblyomma hirtum. ingår i släktet Amblyomma och familjen hårda fästingar. Inga underarter finns listade i Catalogue of Life.